# Kanton Montbrison
Montbrison is een kanton van het Franse departement Loire. Het kanton maakt deel uit van het arrondissement Montbrison.

## Gemeenten
Het kanton Montbrison omvatte tot 2014 de volgende 19 gemeenten:
- Bard
- Chalain-d'Uzore
- Chalain-le-Comtal
- Champdieu
- Écotay-l'Olme
- Essertines-en-Châtelneuf
- Grézieux-le-Fromental
- L'Hôpital-le-Grand
- Lérigneux
- Lézigneux
- Magneux-Haute-Rive
- Montbrison (hoofdplaats)
- Mornand-en-Forez
- Précieux
- Roche
- Saint-Paul-d'Uzore
- Saint-Thomas-la-Garde
- Savigneux
- Verrières-en-Forez

Ingevolge de herindeling van de kantons bij decreet van 26 februari 2014, werd dit kanton vanaf 2015 uitgebreid tot volgende 31 gemeenten :
- Bard
- Boisset-Saint-Priest
- Chalain-d'Uzore
- Chalain-le-Comtal
- La Chapelle-en-Lafaye
- Chazelles-sur-Lavieu
- Chenereilles
- Écotay-l'Olme
- Grézieux-le-Fromental
- Gumières
- L'Hôpital-le-Grand
- Lavieu
- Lérigneux
- Lézigneux
- Luriecq
- Magneux-Haute-Rive
- Margerie-Chantagret
- Marols
- Montarcher
- Montbrison
- Mornand-en-Forez
- Précieux
- Roche
- Saint-Georges-Haute-Ville
- Saint-Jean-Soleymieux
- Saint-Paul-d'Uzore
- Saint-Romain-le-Puy
- Saint-Thomas-la-Garde
- Savigneux
- Soleymieux
- Verrières-en-Forez